# Talitay
Talitay ist eine philippinische Stadtgemeinde in der Provinz Maguindanao del Norte. Sie hat 14.863 Einwohner (Zensus 1. August 2015).

## Baranggays
Talitay ist politisch in 13 Baranggays unterteilt.
- Adaon
- Bintan (Bentan)
- Gadungan
- Kiladap
- Kilalan
- Kuden
- Makadayon
- Manggay
- Mapayag
- Nunangan (Nunangen)
- Pageda
- Talitay
- Tugal